# Catostomus ardens
Catostomus ardens är en fiskart som beskrevs av David Starr Jordan och Charles Henry Gilbert, 1881. Catostomus ardens ingår i släktet Catostomus och familjen Catostomidae. Inga underarter finns listade i Catalogue of Life.
Arten blir vanligen upp till 30 cm lång och den når ibland en längd av 65 cm.
Utbredningsområdet sträcker sig över sydöstra Idaho, västra Wyoming, Utah och angränsande regioner av Nevada och Arizona. Det täcker främst avrinningsområdet av Utahsjön och Snake River. Fisken håller sig vanligen nära vattenväxter. Den kan tillfällig uthärda vattentemperaturer av lite mer än 27°C och särskild låga temperaturer. Honan lägger sina ägg i angränsande små vattendrag eller nära stranden i insjöar.
För beståndet är inga hot kända. Hela populationen anses vara stabil. IUCN listar arten som livskraftig (LC).